# Gorgophone (Tochter des Danaos)
Gorgophone (altgriechisch Γοργοφόνη Gorgophónē) ist eine Figur der griechischen Mythologie.
Sie ist eine der Danaiden, der 50 Töchter des Danaos. Ihre Mutter ist Elephantis. Sie heiratet in einer Massenhochzeit einen der 50 Söhne des Aigyptos, Proteus. Wie fast alle ihrer Schwestern tötet sie ihren Ehemann in der Hochzeitsnacht.